# Benton (Kentucky)
Benton es una ciudad ubicada en el condado de Marshall en el estado estadounidense de Kentucky. En el Censo de 2010 tenía una población de 4349 habitantes y una densidad poblacional de 388,96 personas por km².

## Geografía
Benton se encuentra ubicada en las coordenadas 36°51′19″N 88°21′15″O / 36.85528, -88.35417. Según la Oficina del Censo de los Estados Unidos, Benton tiene una superficie total de 11,18 km², de la cual 11,04 km² corresponden a tierra firme y (1,2%) 0,14 km² es agua.

## Demografía
Según el censo de 2010, había 4349 personas residiendo en Benton. La densidad de población era de 388,96 hab./km². De los 4349 habitantes, Benton estaba compuesto por el 97.4% blancos, el 0.4% eran afroamericanos, el 0.1% eran amerindios, el 0.6% eran asiáticos, el 0% eran isleños del Pacífico, el 0.6% eran de otras razas y el 0.9% pertenecían a dos o más razas. Del total de la población el 1.8% eran hispanos o latinos de cualquier raza.